# Gloss Drop
Gloss Drop è il secondo album in studio del gruppo musicale statunitense Battles, pubblicato il 6 giugno 2011 dalla Warp Records.

## Il disco
L'album è il primo senza il polistrumentista Tyondai Braxton, ma vanta la collaborazione di Gary Numan, Yamantaka Eye dei Boredoms, Kazu Makino dei Blonde Redhead e Matias Aguayo.
È stato registrato e prodotto presso lo studio Machines with Magnets di Pawtucket (Rhode Island) dai membri del gruppo e da Keith Souza e Seth Manchester, che si sono occupati anche del missaggio. La masterizzazione è avvenuta invece allo studio Sterling Sound di New York grazie a Ryan Smith.
L'uscita del disco viene anticipata il 23 marzo 2011 dal singolo Ice Cream, mentre il 15 agosto viene pubblicato il singolo My Machines.
Le tracce dell'album sono state remixate da 12 artisti e raccolte nell'album Dross Glop, pubblicato in quattro vinili 12" e CD tra febbraio e aprile 2012.
La copertina rappresenta una scultura realizzata dal polistrumentista David Konopka fotografata da Lesley Unruh. Anche le copertine dei singoli Ice Cream e My Machines e della raccolta di remix Dross Glop sono visivamente collegate ad essa.

## Tracce
Testi e musiche di Battles, eccetto dove indicato; edizioni musicali Warp Records.
1. Africastle – 5:48
2. Ice Cream (feat. Matias Aguayo) – 4:36
3. Futura – 6:17
4. Inchworm – 4:52
5. Wall Street – 5:24
6. My Machines (feat. Gary Numan) – 3:55
7. Dominican Fade – 1:48
8. Sweetie & Shag (feat. Kazu Makino) – 3:50
9. Toddler – 1:11
10. Rolls Bayce – 2:06
11. White Electric – 6:14
12. Sundome (feat. Yamantaka Eye) – 7:47

Durata totale: 53:48

### Vinile
Lato A
1. Africastle – 5:48
2. Ice Cream (feat. Matias Aguayo) – 4:36
3. Futura – 6:17

Durata totale: 16:41
Lato B
1. Inchworm – 4:52
2. Wall Street – 5:24
3. My Machines (feat. Gary Numan) – 3:55

Lato C
1. Dominican Fade – 1:48
2. Sweetie & Shag (feat. Kazu Makino) – 3:50
3. Toddler – 1:11
4. Rolls Bayce – 2:06

Lato D
1. White Electric – 6:14
2. Sundome (feat. Yamantaka Eye) – 7:47

## Formazione
- Ian Williams – chitarra, tastiere
- David Konopka – basso, chitarra, effetti
- John Stanier – batteria

### Altri musicisti
- Matias Aguayo – voce in Ice Cream
- Gary Numan – voce in My Machines
- Kazu Makino – voce in Sweetie & Shag
- Yamantaka Eye – voce in Sundome